# One Piece
One Piece (jap. ワンピース Wan Pīsu) – manga i anime stworzone przez Eiichirō Odę. One Piece opowiada o przygodach pirackiej załogi Słomkowego Kapelusza, której kapitanem jest Monkey D. Luffy. Jego największym marzeniem jest odnalezienie najwspanialszego skarbu na świecie, One Piece, oraz stanie się królem piratów. Historia rozpoczyna się od zjedzenia (przez zabawny dość przypadek) przez Luffy’ego gum-gumowocu, który zmienia jego ciało w gumę.

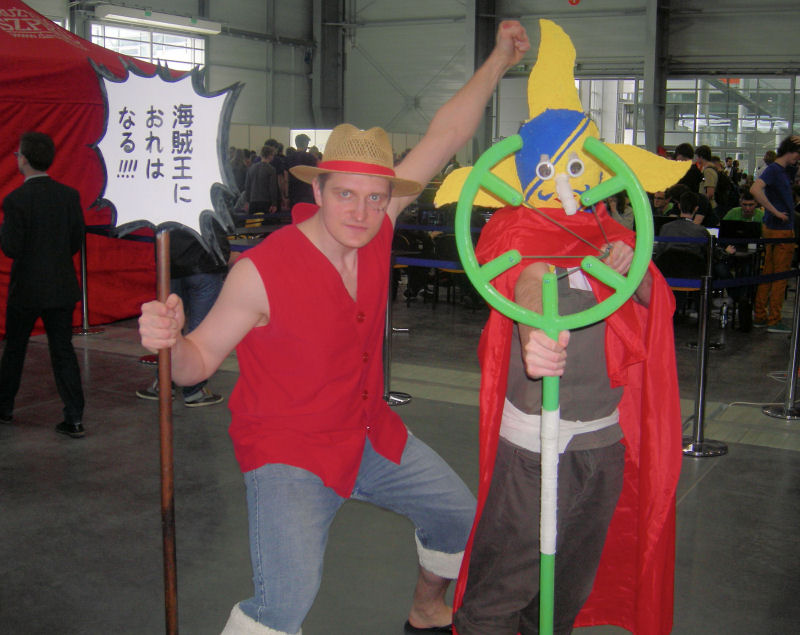
Cosplay Luffy'ego na Pyrkonie 2014

Pierwszy rozdział mangi pojawił się w grudniu 1997 r. w Shūkan Shōnen Jump, a w roku 1999 pojawił się pierwszy odcinek serii wyprodukowany przez Toei Animation. Początkowo Eiichiro Oda planował, że seria One Piece będzie trwać 5 lat i miał zaplanowane zakończenie, mimo to seria trwa, fabuła pogłębia się, a jej popularność ciągle rośnie.

## Fabuła
Gdzieś na wielkich morzach ukryty jest wielki skarb króla piratów – Gol D. Rogera. Niezliczona liczba osób wypłynęła w świat w poszukiwaniu skarbu swoich marzeń. Jedną z tych osób jest chłopiec o imieniu Monkey D. Luffy. Za cel obrał sobie nie tylko bogactwo Rogera, ale również tytuł króla piratów. Podczas swojej wyprawy Luffy zdobywa nowych członków swojej załogi Słomkowych. Razem z nimi przemierza świat, poznając wiele innych postaci, dobrych i złych.

## Bohaterowie

### Główni
- „Słomkowy Kapelusz” Monkey D. Luffy – kapitan załogi Słomkowego Kapelusza. Posiada moc gum-gumowocu, dzięki czemu może rozciągać swoje ciało niczym guma. Jest bardzo silny, uparty i zawzięty. Szybko zjednuje sobie przyjaciół oraz łatwo denerwuje swoich przeciwników. Ma zamiar zostać królem piratów. Na głowie nosi swój znak rozpoznawczy, słomkowy kapelusz, który dostał od Shanksa, kiedy miał 7 lat. Pod lewym okiem ma zrobioną własnoręcznie bliznę. Jego ojcem jest Monkey D. Dragon (przywódca rewolucjonistów i najbardziej poszukiwana osoba na świecie), a dziadkiem Monkey D. Garp (bohater marynarki, zasłynął z wielokrotnych starć z królem piratów). Luffy ma też dwóch przyszywanych braci: Portgasa D. Ace’a i Sabo. Posiada wrodzoną dominację koloru władcy, która pozwala mu na pokonanie słabszych przeciwników samą siłą woli.
- „Łowca Piratów” Roronoa Zoro – jako pierwszy przyłącza się do Luffy’ego, który uratował go przed śmiercią z rąk pułkownika marynarki Morgana. Jest bardzo lojalny względem swojego kapitana. W walce używa stylu trzech mieczy. Umie też korzystać ze szkoły bez miecza, szkoły jednego miecza oraz szkoły dwóch mieczy. W niezwykły sposób potrafi mówić z mieczem w ustach, co według autora wynika z jego siły ducha. Jest silny i zdeterminowany, ale ma niebywale słaby zmysł orientacji w terenie. Często śpi, a na różnego typu zabawach dużo pije, jednak nigdy się nie upija. Zoro chce zostać najlepszym szermierzem na świecie.
- „Złodziejka” Nami – jako druga dołącza do załogi Słomkowego Kapelusza, jednak na stałe zostaje jako czwarta. Uważa się za najlepszą nawigatorkę i rysowniczkę map, na jaką mógł trafić Luffy. Na początku w walce korzystała jedynie z drewnianego kija, jednak podczas pobytu na Alabaście Usopp konstruuje dla niej „Clima Tact” – broń, która umożliwia kontrolowanie pogody i wykorzystywanie jej w walce. Jej marzeniem jest narysowanie mapy całego świata.
- „Boski” Usopp – do załogi dołączył jako trzeci. Jest tchórzliwym kłamcą, ale w ekstremalnych sytuacjach staje się dzielny. Marzy, aby zostać dzielnym wojownikiem mórz. Jego ojciec Yasopp jest strzelcem w załodze Shanksa. Po wydarzeniach na Little Garden jego kolejnym marzeniem stało się odwiedzenie Elbafu, wyspy olbrzymów. Usopp często opowiada niestworzone historie o swoich rzekomych przygodach i wyczynach, w które wierzy jedynie Chopper oraz Luffy. Posiada talent do majsterkowania, co udowodnił tworząc broń Nami, „Clima Tact” oraz swoją własną broń, „Rohatyńca”. Przed dołączeniem Franky’ego do załogi pełnił nieoficjalnie rolę szkutnika, w której był beznadziejny. Usopp nie ma nadzwyczajnej siły, ale za to jest doskonałym strzelcem. Jest też szybki, a kiedy chodzi o ucieczkę jest w niej mistrzem. W walce oprócz strzałów rozmaitymi pociskami korzysta z różnych, skonstruowanych przez siebie urządzeń oraz z podstępów.
- „Czarnonogi” Vinsmoke Sanji – jako czwarty dołączył do załogi Luffy’ego. Marzeniem Sanjiego jest odnalezienie All Blue, legendarnego morza, w którym żyją ryby z wszystkich oceanów. Jest on wspaniałym kucharzem i wojownikiem. Walczy wyłącznie nogami, aby nie zranić rąk, bez których trudno by było mu gotować. Jego nauczycielem w gotowaniu i walce był „Czerwononogi” Zeff, kucharz i pirat. Sanji prawie bez przerwy pali i jest kobieciarzem. Jego światopogląd nie pozwala mu uderzyć kobiety.
- „Fan Cukrowej Waty” Tony Tony Chopper – dołączył do załogi Słomkowego Kapelusza jako piąty. Chopper jest reniferem, zjadł ludź-ludziowoc, który nadał mu cechy człowieka, możliwość mówienia i poruszania się na dwóch nogach. Jest wybitnym lekarzem. Bardzo tchórzliwy, potrafi jednak walczyć przyparty do muru. W walce korzysta z możliwości swojego diabelskiego owocu, wzmocnionego stworzoną przez niego pigułką „rumble ball”. Umożliwia mu ona transformację w siedem różnych form, łączących cechy renifera i człowieka. Jego pierwszym nauczycielem życia i przyjacielem był doktor Hiluluk, który zmarł. Drugą nauczycielką była doktor Kureha. Pragnie wynaleźć panaceum, które uleczy wszystkie choroby świata.
- „Diablica” Nico Robin – przyłączyła się do załogi Słomkowego Kapelusza jako szósta, w 130. Nico Robin jest ostatnim ocalałym archeologiem z wyspy Ohara. Jej rodzinna wyspa została zaatakowana przez marynarkę, ponieważ Globalny Rząd obawiał się, że archeolodzy z Ohary odczytają poneglyph, na którym zapisane są informacje o pustym wieku, które rządzący próbują zatuszować. Pragnieniem Robin jest odnalezienie rio poneglyphu, na którym wygrawerowano wymazane dzieje ludzkości. Zjadła kwiat-kwiatowoc, który pozwala jej na mnożenie swoich części ciała w dowolnych miejscach.
- „Cyborg” Franky – dołączył jako siódmy członek Słomkowego Kapelusza. Jest cyborgiem i wyśmienitym szkutnikiem. Posiada pokaźny arsenał broni, znajdujących się w jego własnym ciele. Może w sposób mechaniczny zmieniać się w coś w rodzaju centaura. Owe bronie napędzane są colą, którą Franky umieszcza w lodówce, znajdującej się w miejscu żołądka. Został uderzony przez pociąg z siłą tak wielką, że aby przeżyć, samodzielnie przebudował ciało w mechanizm bojowy. Nie mógł jednak opancerzyć pleców, bo tam nie dosięgał, więc są jego jedynym słabym punktem. Franky tak naprawdę nazywa się Cutty Flam. Rzemiosła uczył go jego nauczyciel, ryboludź Tom. Jest wspaniałym cieślą, a jego statki zawsze są obsiane różnorakimi bajerami. Przed zbudowaniem dla Słomkowych Thousand Sunny’ego budował małe statki i oznaczał je napisem „Battle Franky” oraz numerkiem. Doskonale zna on budowę wszelakich statków oraz gatunki drzew, dzięki którym można je wzmocnić.
- „Soul King” Brook – jest ósmą osobą, która dołączyła do załogi Słomkowego Kapelusza. Pełni w niej funkcje muzykanta. Mimo że uważa się za dżentelmena, często zachowuje się bardzo nieprzyzwoicie, na przykład prosząc kobiety o pokazanie swoich majteczek czy też bekając przy posiłku. Pierwotnie był członkiem załogi Rumbowych, muzyków, wraz z którymi wypłynął na Grand Line ponad 50 lat temu. Posiada moc oż-ożywowocu, który umożliwia właścicielowi powrót jego duszy do ciała po śmierci. Dzięki temu został jedynym, który przeżył wyprawę swojej załogi. Kiedy jego dusza powróciła do ciała, zastała jednak już tylko kości, przez co Brook ma postać szkieletu, co jest często obiektem żartów z jego własnej strony. Dzięki swojej budowie jest najszybszym członkiem załogi i potrafi biegać po wodzie. Jest mocno związany z wielorybem Laboonem, który czeka na niego u wejścia na Grand Line.
- „Morski Wyga” Jinbe – jest ryboludziem o cechach rekina wielorybiego. Jako jeden z nielicznych umie rozmawiać z innymi zwierzętami morskimi. To spokojny, opanowany i cierpliwy mężczyzna, przy tym niezwykle silny i świetnie wyćwiczony. Odmówił walki z Białobrodym przed egzekucją Ace’a, przez co utracił, a właściwie zrezygnował ze statusu wojownika mórz. Na wyspie ryboludzi obiecał Luffy’emu, że dołączy do jego załogi, gdy skończy załatwiać swoje sprawy.

### Czterej imperatorzy
Czwórka najważniejszych piratów, którzy władają Nowym Światem.
- „Rudowłosy” Shanks – był najlepszym przyjacielem Luffy’ego z dzieciństwa i to dzięki Shanksowi Luffy został piratem. Stracił lewą rękę ratując Luffy’ego przed potworem morskim zwanym królem mórz, a blizny na oku zdobył, walcząc z Czarnobrodym. Był on kiedyś w załodze Gol D. Rogera i przyjaźnił się z Buggym. Z Mihawkiem zawsze rywalizował w szermierce. Jak wiadomo, Shanks nie posiada mocy owocu, ale podobnie jak Luffy posiada dominację koloru władcy.
- „Czarnobrody” Marshall D. Teach – po wojnie w Marineford, Czarnobrody przejął moc owocu Białobrodego, wstrząs-wstrząsowocu. Po dwuletnim przeskoku dowiadujemy się, że Czarnobrody wessał wiele owoców, a nawet „wszczepia” je w swoich kamratów. Przez to ludzie zaczęli nazywać go imperatorem, zajmującym miejsce Białobrodego.
- „Słomkowy Kapelusz” Monkey D. Luffy – po pokonaniu Kaidou został ogłoszony nowym imperatorem zajmując tym samym jego miejsce. Możliwe to było dzięki sile jaką zyskał po przebudzeniu ludź-ludziowocu, modelu Niki, będącego mitycznym Zoanem, uważanym wcześniej za gum-gumowoc będący zwykłą Paramecią.
- „Klaun-Arcymistrz” Buggy – razem z Luffym został ogłoszony nowym imperatorem, zajmując tym samym miejsce Big Mom. Jest to za sprawą jego wpływowości i jego poprzednich zasług w tym ucieczka z Impel Down i bycie jednym z byłych członków załogi Gol D. Rogera znanego jako „król piratów”.

### Dawni imperatorzy
- „Białobrody” Edward Newgate – znany był jako najsilniejszy człowiek na świecie. Wielokrotnie walczył z królem piratów. Do jego załogi należał między innym Ace, brat Luffy’ego. Zjadł wstrząs-wstrząsowoc, dzięki czemu potrafi wywołać trzęsienia ziemi. Zginął podczas próby odbicia Ace’a w kwaterze głównej marynarki. Jego miejsce jako imperator zajął Czarnobrody.
- „Big Mom” Charlote Linlin – potężna piratka władająca mocą dusz-duszowocu, który pozwala zabierać innym dusze lub ich części i tchnąć życie w przedmioty nieożywione lub nadać cechy ludzkie zwierzętom. Ma kilkadziesiąt dzieci, którym aranżuje małżeństwa polityczne. Przyjęła pod ochronę wyspę ryboludzi, gdy zginął Białobrody. Luffy wypowiedział jej wojnę, podczas pobierania przez jej załogę haraczu z wyspy ryboludzi w wysokości 10 ton słodyczy, które, jak jej powiedział, zjadł sam. Linlin planowała ożenić Sanjiego ze swoją córką Pudding, lecz jej plan legł w gruzach. Luffy i Capone Bege zawarli sojusz mający na celu pokonanie Big Mom. Została pokonała przez Trafalgara D. Lawa i Eustasa Kida. Jej miejsce zajął Klaun-Arcymistrz.
- „Król Bestii” Kaidou – pirat znany jako najsilniejsza istota na świecie. Wybił całą załogę Gekko Morii, gdy ten pływał po Nowym Świecie. Tuż przed bitwą w Marineford walczył z Shanksem, lecz obaj wyszli z walki żywi. Posiada załogę złożoną z ludzi władających owocami typu Zoan, które pozwalają zmieniać się w zwierzęta. Sprzymierzył się z szogunem kraju Wano i sprawuje tam realną władzę. Luffy, Trafalgar Law, norki i kilku samurajów z kraju Wano zawarło sojusz mający na celu pokonanie go. Ostatecznie został zwyciężony przez Monkey D. Luffy’ego, który zajął jego miejsce jako imperator.

### Siedmiu królewskich wojowników mórz
Wojownicy mórz to piraci pracujący dla Globalnego Rządu. Większość z nich nie lubi ani nie szanuje władzy, ale w zamian za pomoc są bezkarni i marynarka ich nie ściga. Należą do jednej z trzech wielkich sił i powstali, by w stać w opozycji do czterech imperatorów. Oryginalne Shichibukai oznacza dosłownie siedem uzbrojonych mórz. Pomimo nazwy liczba wojowników mórz jest zmienna. Byli nimi:
- „Tyran” Barthomelew Kuma – jest zawsze spokojny i opanowany. Podobnie jak Franky jest cyborgiem, „chodzącą bronią” stworzoną i udoskonaloną przez Vegapunka, naukowca pracującego dla Globalnego Rządu. Do tego posiada moce łap-łapowocu, dzięki którym może za pomocą dłoni wszystko odbijać, wszystko ze wszystkiego wypychać, odrzucić. Jest lojalny wobec Globalnego Rządu i w zamian za status wojownika mórz wypełnia niemal każdy ich rozkaz. Jest też człowiekiem honorowym i niezwykle silnym. Poprzednia nagroda za głowę to 296 milionów berry. Był kiedyś członkiem armii rewolucjonistów i pracował dla Monkey D. Dragona, jednak wątek ten nie został jeszcze wyjaśniony. Pokonał on załogę Słomkowego Kapelusza wysyłając jej członków w różne miejsca.
- „Jastrzębiooki” Dracule Mihawk – nie miał załogi i zawsze pływał maleńkim, jednoosobowym stateczkiem. Jest najlepszym szermierzem na świecie, a także przyjacielem „Rudowłosego” Shanksa. Podczas walki używa dwuręcznego miecza zwanego Yoru, jest to najpotężniejszy miecz na świecie. Mihawk jest opanowany, dumny i przede wszystkim uczciwy. Pokonał on Zoro, lecz oszczędził mu życie, by ten mógł dalej ćwiczyć i stanąć do walki jeszcze raz. Po bitwie w Marineford Zoro poprosił go o dwuletni trening. Mihawk zgodził się z niechęcią.
- „Cesarzowa Piratów” Boa Hancock – pochodzi z wyspy kobiet, Amazon Lily położonej na Calm Belt. Jest uważana za najpiękniejszą kobietę świata. W przeszłości była niewolnicą niebiańskich smoków i została zmuszona do zjedzenia roz-rozkochowocu, który pozwala zmieniać zakochanych w niej ludzi w kamień. Jest kapitanem pirackiej załogi Kuja. We wszystkich mężczyznach widzi wrogów i nimi gardzi. Wyjątkiem jest Luffy, w którym się zakochuje. Ten jednak nic do niej nie czuje i odmawia ślubu. Pomaga Luffy’emu dostać się do więzienia Impel Down, by ten mógł uratować Ace’a
- Gekko Moria – posiada moc cień-cieniowocu, co umożliwia mu panowanie nad cieniami. Wyglądem przypomina pięciometrową gruszkę, ma na szyi i czole duże szwy, małe rogi po bokach głowy, szarą skórę oraz króciutkie nogi z ogromnymi stopami. Jest leniwy, cierpliwy, ma chorobliwe poczucie humoru oraz jest bardzo inteligentny. Posiadał statek, a właściwie pływającą wyspę zwaną „Thriller Bark”, która zawsze poruszała się w tak zwanym Trójkącie Floriańskim. Miał pod rozkazami około tysiąc zombie, oraz trzech ludzi: Peronę, dziewczynę władającą duchami, Absaloma posiadającego moc znik-znikowocu, który daje moc niewidzialności i doktora Hogbacka. Hogback, idol Choppera, jest najlepszym chirurgiem na świecie, robi Morii „pojemniki” na cienie z ludzkich (niekoniecznie) zwłok. Później Moria kradnie cienie i wciska je do zwłok, robiąc przy tym nowe zombie. Zazwyczaj zombie walczą za niego, a jeśli zostaną pokonane, to ich cienie powracają do pierwotnych właścicieli. Jedyny sposób na zabicie jego zombie to zmuszenie go do zjedzenia soli. Moria jest beztroski, niczym się nie przejmuje i wszystko ignoruje. Nagroda za głowę wynosiła 320 milionów berry. Luffy pokonał go, uwalniając wszystkie dusze.
- „Czarnobrody” Marshall D. Teach – został królewskim wojownikiem mórz po pokonaniu „Płomiennej Pięści” Ace’a i przyprowadzeniu go Globalnemu Rządowi. Miał wtedy małą załogę, ale za to bardzo silną. Należał do załogi Białobrodego i był pod rozkazami Ace’a, ale zabił swojego przyjaciela za ciem-ciemnowoc, który daje moc tworzenia czarnych dziur i władania nad ciemnością. Chociaż jest to owoc typu Logia, nie niweluje przyjętych obrażeń. Owoc ten pozwala także na pochłonięcie mocy innego owocu. Czarnobrody jest wiecznie roześmiany, ale także bezwzględny i okrutny, a jego marzeniem jest zostanie królem piratów. Podczas wojny o uwolnienie Ace’a Czarnobrody zaatakował rządowe więzienie Impel Down, gdzie powiększył swoją załogę o kilku piratów z wyrobioną, straszną marką w Nowym Świecie. Zdążył jednak wrócić na pole walki przed zakończeniem wojny, gdzie w tajemniczy sposób przejmuje owoc Białobrodego, którego wcześniej zabija. Sprawia to, że Czarnobrody staje się jedynym człowiekiem posiadającym moc dwóch owoców. Posiadając tak destrukcyjną siłę, rezygnuje ze statusu królewskiego wojownika mórz. Również, z powodu zdobycia przez niego mocy swojego dawnego kapitana, zostaje uznany przez ludzi za nowego imperatora.
- „Niebiański Demon” Donquixote Doflamingo – posiada moc nić-niciowocu, dzięki któremu może kontrolować ciała innych ludzi poruszając palcami używając czegoś na wzór niewidzialnych nici. Nie boi się niczego, jest arogancki, zuchwały i pewny siebie. Jest też okrutny i bawi go cierpienie innych. Ma dużą załogę i wielu jej przedstawicieli w różnych zakątkach świata, jego najbliżsi towarzysze mieszkają razem z nim na wyspie Dressrosa w Nowym Świecie. Doflamingo jest królem tej wyspy. Należał do światowej arystokracji, lecz jego ojciec zrezygnował z tytułu, by żyć ze zwykłymi ludźmi. Nagroda za jego głowę wynosiła 340 milionów berry. Prowadził interesy z Ceasarem Clownem, który wytwarzał dla niego SAD, dzięki któremu możliwa była produkcja syntetycznych owoców typu Zoan dla Kaidou, który był jego partnerem biznesowym. Został pokonany przez Luffy’ego i Trafalgar Lawa, a następnie pochwycony przez Tsuru, członkinię marynarki.
- „Klaun” Buggy – dawny oponent Luffy’ego, został nominowany do statusu wojownika mórz, gdyż po bitwie w Marineford został uznany za liczącą się siłę. Jego cechy rozpoznawcze to czerwony nos jak u klauna, krzykliwe ubranie, oraz kapitańska czapka. Łączy w sobie cechy stereotypu pirata i klauna. Zjadł pod-podziałowoc, który powoduje, że rozdziela swoje ciało, przez co jest odporny na cięcia i może unikać ataków przez rozdzielenie swojego ciała. Nagroda za głowę wynosiła 15 milionów berry. Podobnie jak Shanks był on członkiem załogi króla piratów.
- „Chirurg Śmierci” Trafalgar D. Water Law – podobnie jak Luffy i Zoro, jest członkiem najgorszego pokolenia, czyli grupy piratów, która przy dotarciu do Nowego Świata miała ponad 100 milionów berry nagrody. Zdobył swoją pozycję, wysyłając sto bijących serc piratów do rządu. Zjadł owoc op-operacjowoc, który pozwala mu dzielić wszystko w danym obszarze na kawałki, przemieszczać w dowolny sposób, z prędkością natychmiastową, co pozwala mu na teleportację w niewielkim obszarze, wyjęcie komuś serca bez zabijania go i wiele innych rzeczy. Jest on lekarzem i potrafi wyleczyć bardzo ciężkie rany. Zrezygnował z tytułu wojownika mórz podczas pobytu na Dressrosie, gdy sprzymierzył się z Luffym. Jego obecna nagroda to 500 milionów berry.
- „Białobrody Jr.” Edward Weevil – samozwańczy syn Białobrodego. Pokonał wielu członków załogi swojego domniemanego ojca uzurpując sobie prawo do bycia jego jedynym dziedzicem. Wydaje się być mało inteligentny, gdyż wszelkie decyzje podejmuje jego matka. Jego nagroda wynosiła 480 milionów berry.

Na ostatniej konferencji Reverie kraje członkowskie Globalnego Rządu zadecydowały o rozwiązaniu organizacji, przez co jej pozostali członkowie zostali na powrót zwykłymi piratami.

## Diabelskie owoce
Nie wiadomo skąd pochodzą ani jak powstają. Diabelskie owoce są wyjątkowe, niezwykle cenne, i powszechnie pożądane, dlatego że człowiek (albo zwierzę, a nawet broń), który zje owoc dostaje zazwyczaj jakąś moc, ale za to traci umiejętność pływania. Diabelskie owoce dzielą się na trzy rodzaje: Logię, Zoan oraz Paramecię. Logia daje władającemu moce natury takie jak światło, ciemność albo lód. Zoan pozwala się zmienić w inne zwierzę. Zazwyczaj władający mogą posiadać trzy postacie: swoją własną, pośrednią między dwoma gatunkami oraz postać danego zwierzęcia. Z kolei Paramecia nie ma określonej formy mocy, na przykład podział-podziałowoc powoduje, że władający staje się całkowicie niepodatny na cięcia. Na Grand Line pojawiła się też nowa technika pozwalająca nadać moc owocu przedmiotom. Ponadto istnieje legenda mówiąca, że moc owoców pochodzi od zamieszkujących je demonów. Zjedzenie dwóch owoców zazwyczaj kończy się śmiercią, ponieważ rzekomo demony owoców zamieszkujące ciało zaczynają między sobą walczyć, co doprowadza do rozerwania władającego na strzępy.

## Statki załogi Słomkowego Kapelusza

### Going Merry

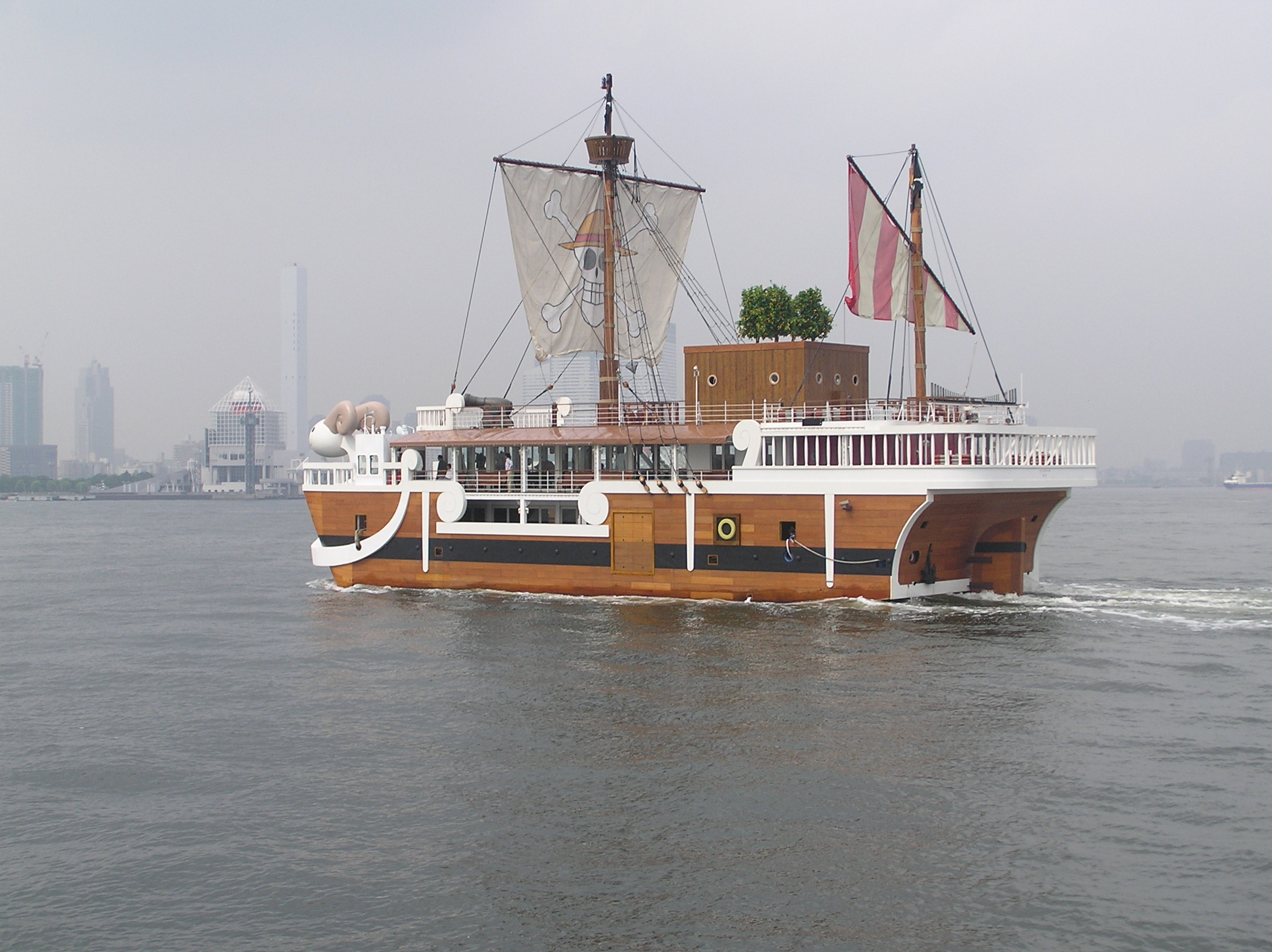
Going Merry widok z boku, Tokio 2003.

Był pierwszym statkiem załogi Słomkowego Kapelusza. Podarowała im go Kaya, przyjaciółka Usoppa. Going Merry był karawelą. Najbardziej przywiązany do niego był Usopp. Pierwszy raz w anime pokazany był w 17. odcinku, a mandze w 41. rozdziale. Rozstali się z nim w 312. odcinku anime, a w mandze w 430. rozdziale.

### Thousand Sunny
Jest drugim statkiem Słomkowych. Za jego projekt i budowę odpowiedzialni są głównie Franky i Iceberg, lecz przy konstrukcji pomagali również cieśle z Galley-La i Yokozuna. Thousand Sunny jest dwa razy większy od Going Merry’ego i ma więcej zastosowań niż zwyczajny statek. Pierwszy raz można go zobaczyć w 319. odcinku anime, a w mandze w 436. rozdziale.

## Budowa świata
Świat One Piece w większości pokryty jest oceanem. Z północy na południe dzieli go wąski kontynent Red Line, natomiast ze wschodu na zachód pas morza zwany Grand Line. Obie te struktury dzielą ocean na cztery części – East Blue, West Blue, North Blue, South Blue. Grand Line oddzielają od reszty świata pasy Calm Belt.

### Grand Line
Aby dostać się na Grand Line trzeba przepłynąć przez Reverse Mountain, górę na Red Line, przy której spotykają się prądy morskie z wszystkich czterech oceanów. Statek musi wpłynąć do jednej z rzek (jedna dla każdego oceanu) które wpływają po zboczu góry (jest to możliwe dzięki silnym prądom morskim) i trafić w przejście do Grand Line. Jest to bardzo niebezpieczna przeprawa i wiele statków tonie podczas wpływania na Grand Line. Na Grand Line niemożliwa jest normalna nawigacja z powodu silnego pola magnetycznego wytwarzanego przez bogate w minerały wyspy. Dlatego też stosuje się specjalne urządzenia zwane log pose'ami, które po okresie adaptacji do pola magnetycznego danej wyspy wskazują drogę do następnej (czasy logowania wahają się od kilku godzin do kilku lat). Istnieją też eternal pose'y, które zawsze wskazują kierunek danej wyspy. Przy wejściu na Grand Line załogi mogą wybrać jedną z siedmiu dróg, które zaprowadzą je w końcu do drugiego punktu, w którym Grand Line styka się z Red Line. Aby przekroczyć Red Line i kontynuować podróż do drugiej części Grand Line, Nowym Świecie, można przejść przez stolicę Globalnego Rządu Mariejois (co wiąże się z porzuceniem statku) lub też skorzystać z przejścia pod Red Line położonego przy wyspie ryboludzi, 10.000 metrów pod powierzchnią morza. Ta opcja wybierana jest przez większość piratów, którzy nie mogliby bezpiecznie przedostać się przez Mariejois. W pobliżu Mariejois mieści się archipelag Sabaody (który nie jest zbudowany z wysp, a z korzeni ogromnych drzew zakotwiczonych w dnie oceanu). Tam też można zaopatrzyć statek w specjalne pokrycie, które umożliwi mu podmorską przeprawę.

### Calm Belt
Calm Belt to dwa pasy które z obydwu stron otaczają Grand Line. Skutecznie odgradzają Grand Line od reszty oceanów, przez to że na ich obszarze nie występują wiatry ani prądy morskie, co uniemożliwia normalną podróż, oraz przez to, że na ich obszarze znajduje się gniazdo potworów morskich zwanych królami mórz. Marynarka opracowała jednak sposób na bezpieczną przeprawę przez Calm Belt dzięki wyłożeniu dna okrętu kamieniem morskiej strażnicy. Bestie tam żyjące nie wyczuwają okrętu, co pozwala na bezpieczną przeprawę. Na Calm Belt, w pobliżu Mariejois, znajduje się największe więzienie świata, Impel Down, oraz rodzinna wyspa jednej z królewskich wojowników mórz, Amazon Lily.

### Podniebne morze
10000 metrów nad poziomem morza znajdują się też nieznane większości ludzi podniebne morze – ocean utworzony z chmur. Nie są to jednak zwykłe chmury – powstały w wyniku erupcji wulkanicznych, które wystrzeliły do atmosfery cząsteczki kamienia morskiej strażnicy. W zależności od gęstości pary, która reagowała z Kamieniem Morskiej Strażnicy wytworzyły się morskie chmury lub lądowe chmury. Niebiański ocean ma dwa poziomy – Białe Morze i położony 3000 metrów nad nim Przebiałe Morze. Połączone są one mlecznymi drogami, „rzekami” z chmur. Jedną z dróg dostania się na niebiańskie morze jest użycie knock up stream – prądu morskiego który co pewien czas wystrzeliwuje wysoko w niebo strumień wody. Aby opuścić niebo, należy udać się do miejsca zwanego Cloud End i użyć balonowej ośmiornicy, która powoli opuści statek na powierzchnię zwykłego morza.

## Manga
Manga autorstwa Eiichirō Ody jest wydawana w czasopiśmie „Shūkan Shōnen Jump” wydawnictwa Shūeisha od 19 lipca 1997 roku. Pierwszy tomik ukazał się 24 grudnia 1997 roku.
We wrześniu 2019 roku Oda za pośrednictwem filmu opublikowanego w serwisie YouTube ogłosił, że pragnie sfinalizować fabułę mangi w ciągu najbliższych pięciu lat. 4 września 2020 roku w reklamie umieszczonej w Shūkan Shōnen Jump promującej nadchodzący 10. tom czasopisma One Piece magazine umieszczono informację, że manga zmierza w stronę finałowej sagi. W wywiadzie przeprowadzonym 27 sierpnia 2020 roku autor ponownie zaznaczył, że manga zostanie zakończona w ciągu najbliższych 4–5 lat, a także, że zdecydował, jakie manga będzie mieć zakończenie.
W październiku 2017 roku ogłoszono, że One Piece zostało wydrukowane w 430 milionach kopii na całym świecie. W kwietniu 2020 roku podano do wiadomości, że manga została wydrukowana w 390 milionach egzemplarzy na terenie Japonii, oraz dodatkowo w 80 milionach na terenie 42 innych państw i terytoriów; łącznie wydrukowano 470 milionów egzemplarzy mangi na całym świecie.
Manga została uhonorowana nagrodą na 41. ceremonii Nihon mangaka kyōkai shō w 2012 roku.
W 2015 roku manga ustanowiła rekord Guinnessa w kategorii największej liczby kopii serii opublikowanej przez pojedynczego autora.

### Spin-offy
W 2020 roku, w 10. tomie czasopisma One Piece magazine, rozpoczęto adaptację serii light novel One Piece: Novel A (jap. One Piece novel A Wan pīsu noberu ēsu) w formie mangi. Manga została zatytułowana One Piece: Episode A i skupia się na postaci Ace, brata Luffy’ego. 2 września 2021, w 12. numerze czasopisma ogłoszono, że ostatni rozdział tej mangi zostanie opublikowany w 13. numerze „One Piece Magazine”.

## Anime
W roku 1998 pojawił się jeden odcinek OVA wyprodukowany przez studio Production I.G. Pierwszy odcinek serii telewizyjnej One Piece produkowanej przez Toei Animation pojawił się 20 października 1999 roku. Od 2007 roku anime jest transmitowane w standardzie HDTV. Seria wciąż trwa.

### Serial anime
Sezony
1. East Blue – (odcinki 1–61)
2. Wejście na Grand Line – (odcinki 62–77)
3. Przedstawiamy Choppera na zimowej wyspie – (odcinki 78–91)
4. Przylot do Alabasty, zaciekłe walki w Alabaście – (odcinki 92–130)
5. Marzenia!, napad załogi piratów Zenny’ego!, Po Drugiej Stronie Tęczy – (odcinki 131–143)
6. Podniebna wyspa: Skypiea, złoty dzwon – (odcinki 144–195)
7. Ucieczka! Fort marynarki i załoga piratów Foxy’ego – (odcinki 196–228)
8. Water 7 – (odcinki 229–263)
9. Enies Lobby – (odcinki 264–336)
10. Thriller Bark – (odcinki 337–381)
11. Archipelag Sabaody – (odcinki 382–407)
12. Amazon Lily – (odcinki 408–421)
13. Impel Down – (odcinki 422–458)
14. Marineford – (odcinki 459–516)
15. Wyspa ryboludzi – (odcinki 517–578)
16. Punk Hazard – (odcinki 579–628)
17. Dressrosa – (odcinki 629–746)
18. Silver Mine, Zou, rekruci marynarki – (odcinki 747–782)
19. Wyspa Whole Cake, Reverie – (odcinki 783–889)
20. Kraj Wano – (odcinki 890–1085)
21. Egghead - (odcinki 1086–????)

### Muzyka
| Odcinki        | Tytuł                                                                                 | Wykonawca                       | Data wydania w formie singla | Źródło                  |
| Czołówka       | Czołówka                                                                              | Czołówka                        | Czołówka                     | Czołówka                |
| -------------- | ------------------------------------------------------------------------------------- | ------------------------------- | ---------------------------- | ----------------------- |
| 1–47           | „We Are!” (jap. ウィーアー!)                                                          | Hiroshi Kitadani                | 20 listopada 1999            | [ 7 ]                   |
| 48–115         | „Believe”                                                                             | Folder5                         | 29 listopada 2000            | [ 8 ]                   |
| 116–168        | „Hikari e” (jap. ヒカリへ)                                                            | The Babystars                   | 24 lipca 2002                | [ 9 ]                   |
| 169–206        | „BON VOYAGE!”                                                                         | Bon-Bon Blanco                  | 14 stycznia 2004             | [ 10 ]                  |
| 207–263        | „Kokoro no chizu” (jap. ココロのちず)                                                 | Boystyle                        | 17 listopada 2004            | [ 11 ]                  |
| 264–278        | „Brand New World”                                                                     | D-51                            | 26 lipca 2006                | [ 12 ]                  |
| 279–283        | „We Are!: 7-nin no mugiwara kaizokudan-hen” (jap. ウィーアー!～7人の麦わら海賊団篇～) | Słomkowi (Obsada głosowa anime) | –                            |                         |
| 284–325        | „Crazy Rainbow”                                                                       | Tackey & Tsubasa                | 18 kwietnia 2007             | [ 13 ]                  |
| 326–372        | „Jungle P”                                                                            | 5050                            | 7 listopada 2007             | [ 14 ]                  |
| 373–394        | „We Are!” (jap. ウィーアー!)                                                          | Tōhōshinki                      | 22 kwietnia 2009             | [ 15 ]                  |
| 395–425        | „Share the World”                                                                     | Tōhōshinki                      | 22 kwietnia 2009             | [ 15 ]                  |
| 426–458        | „Kaze o sagashite” (jap. 風をさがして)                                                | Mari Yaguchi                    | 13 stycznia 2010             | [ 16 ]                  |
| 459–492        | „One Day”                                                                             | The Rootless                    | 20 października 2010         | [ 17 ]                  |
| 493–516        | „Fight Together”                                                                      | Namie Amuro                     | 27 lipca 2011                | [ 18 ]                  |
| 517–590        | „We Go!” (jap. ウィーゴー!)                                                           | Hiroshi Kitadani                | 16 listopada 2011            | [ 7 ]                   |
| 591–628        | „HANDS UP!”                                                                           | Kōta Shinzato                   | 31 lipca 2013                | [ 19 ]                  |
| 629–686        | „Wake Up!”                                                                            | AAA                             | 2 lipca 2014                 | [ 20 ]                  |
| 687–746        | „Hard Knock Days”                                                                     | Generations from Exile Tribe    | 12 sierpnia 2015             | [ 21 ]                  |
| 747–806        | „We Can!” (jap. ウィーキャン!)                                                        | Kishidan & Hiroshi Kitadani     | 24 sierpnia 2016             | [ 22 ]                  |
| 807–855        | „Hope”                                                                                | Namie Amuro                     |                              |                         |
| 856–891        | „Super Powers”                                                                        | V6                              | 16 stycznia 2019             | [ 23 ]                  |
| 892–934        | „OVER THE TOP”                                                                        | Hiroshi Kitadani                | 25 września 2019             | [ 24 ]                  |
| 935–1004       | „DREAMIN’ON”                                                                          | Da-ICE                          | 26 sierpnia 2020             | [ 25 ]                  |
| 1005–1073      | „Paint”                                                                               | I Don't Like Mondays            | 9 stycznia 2022              | [niewiarygodne źródło?] |
| 1074–1088      | „Zuìgāo dàodá diǎn" (chiń. 最高到達点)                                                | SEKAI NO OWARI                  | 17 września 2023             | [ 27 ]                  |
| 1089–????      | „Assu!"                                                                               | Hiroshi Kitadani                | 10 kwietnia 2024             | [ 28 ]                  |
| Napisy końcowe |                                                                                       |                                 |                              |                         |
| 1–30           | „Memories”                                                                            | Maki Otsuki                     | –                            |                         |
| 31–63          | „RUN!RUN!RUN!”                                                                        | Maki Otsuki                     | –                            |                         |
| 64–73          | „Watashi ga iru yo” (jap. 私がいるよ)                                                 | Tomato Cube                     | 25 kwietnia 2001             | [ 29 ]                  |
| 74–81          | „Sōchi no suke” (jap. しょうちのすけ)                                                 | Suitei Shōjo                    | 22 sierpnia 2001             | [ 30 ]                  |
| 82–94          | „BEFORE DAWN”                                                                         | AI-SACHI                        | 28 listopada 2001            | [ 31 ]                  |
| 95–106         | „fish”                                                                                | The Kaleidoscope                | 6 lutego 2002                | [ 32 ]                  |
| 107–118        | „Glory: Kimi ga iru kara” (jap. GLORY-君がいるから-)                                  | Takako Uehara                   | 22 maja 2002                 | [ 33 ]                  |
| 119–132        | „Shining ray”                                                                         | Janne Da Arc                    | 7 sierpnia 2002              | [ 34 ]                  |
| 133–156        | „Free Will”                                                                           | Ruppina                         | 26 grudnia 2002              | [ 35 ]                  |
| 157–168        | „FAITH”                                                                               | Ruppina                         | 20 sierpnia 2003             | [ 36 ]                  |
| 169–181        | „A to Z”                                                                              | ZZ                              | 12 listopada 2003            | [ 37 ]                  |
| 182–195        | „Tsuki to taiyō” (jap. 月と太陽)                                                      | Shela                           | 3 marca 2004                 | [ 38 ]                  |
| 196–206        | „Dreamship”                                                                           | Aiko Ikuta                      | 11 sierpnia 2004             | [ 39 ]                  |
| 207–230        | „Mirai kōkai” (jap. 未来航海)                                                         | Tackey & Tsubasa                | 4 maja 2005                  | [ 40 ]                  |
| 231–245        | „Eternal Pose” (jap. エターナルポーズ)                                                | Asia Engineer                   | 27 lipca 2005                | [ 41 ]                  |
| 246–255        | „Dear Friends”                                                                        | Triplane                        | 11 stycznia 2006             | [ 42 ]                  |
| 256–263        | „Asu wa kuru kara” (jap. 明日は来るから)                                              | Tōhōshinki                      | 8 marca 2006                 | [ 43 ]                  |
| 264–278        | „ADVENTURE WORLD”                                                                     | Delicatessen                    | 26 lipca 2006                | [ 44 ]                  |
| SP             | „Destiny”                                                                             | Maki Otsuki                     | 20 lipca 2016                | [ 45 ]                  |
| 1071–1088      | „RAISE”                                                                               | Chilli Beans                    | 9 sierpnia 2023              | [ 46 ]                  |
| 1089–????      | „Dear sunrise"                                                                        | Maki Otsuki                     | 10 kwietnia 2024             | [ 47 ]                  |

Od odcinka 279 zrezygnowano z zakończeń na rzecz wydłużenia otwarcia (około 2:30 minut). Innym powodem jest również to, że cała lista płac mieści się w owym przedłużonym otwarciu.
Utwory „Memories” i „RUN!RUN!RUN!”, śpiewane przez Maki Otsuki, zostały później nagrane i zremiksowane na nowo; nowe wersje utworów zostały wydane razem 20 lipca 2016 roku w formie singla, razem z utworem „Destiny”, służącym jako ending odcinka specjalnego One Piece: Heart of Gold.
Utwór „We Are!: 7-nin no mugiwara kaizokudan-hen” (jap. ウィーアー!～7人の麦わら海賊団篇～), służący czołówka serialu w odcinkach 279–283 i wykonywany przez siedmiu członków obsady serialu anime nie został wydany jako singiel, ale 7 marca 2007 ukazał się na albumie z muzyką z serialu, zatytułowanego ONE PIECE SUPER BEST.

## Live action
21 lipca 2017 ogłoszono powstawanie serii live action mającą być adaptacją mangi One Piece. Seria ta powstanie we współpracy Ody oraz firm Shūeisha i Tomorrow Studios.
W styczniu 2020 roku ogłoszono, że Netflix zamówił 10-odcinkową serię. Showrunnerem, producentem wykonawczym i scenarzystą serii jest Steven Maeda, drugim scenarzystą i producentem wykonawczym jest Matt Owens. Producentami wykonawczymi projektu są także Marty Adelstein, Becky Clements oraz Eiichirō Oda.
19 maja 2020 roku producent Marty Adelstein powiedział w wywiadzie dla SyFy Wire, że zdjęcia do serii miały rozpocząć się w sierpniu 2020 roku w Kapsztadzie, lecz zostały przesunięte na wrzesień z powodu pandemii koronawirusa. W tym samym wywiadzie producent wyjawił także, że scenariusze do wszystkich 10 odcinków zostały napisane, a casting został zaplanowany na czerwiec. 23 września 2020 roku pojawiła się informacja, że casting jednak jeszcze nie został rozpoczęty. W listopadzie 2021 roku ogłoszono obsadę serialu, na którą składają się:
- Inaki Godoy jako Monkey D. Luffy[54]
- Mackenyu jako Roronoa Zoro[54]
- Emily Rudd jako Nami[54]
- Jacob Romero Gibson jako Usopp[54]
- Taz Skylar jako Sanji[54]

Seria rozpocznie adaptację od sagi East Blue. Zdjęcia do serii rozpoczęły się 1 lutego 2022 roku.